# Butrint
Butrint (tiếng Albania: Butrint hoặc Butrinti) là 1 thành phố của Hy Lạp cổ và là di tích cổ ở Sarandë, nước Albania, sát biên giới Hy Lạp. Thời xưa gọi nơi đây là  Βουθρωτόν Bouthroton hoặc Βουθρώτιος Bouthrotios  theo tiếng Hy Lạp cổ và Buthrotum trong tiếng Latin. Butrint nằm trên 1 ngọn đồi trông xuống kênh Vivari. Có người cư ngụ từ thời tiền sử, thời xưa Butrint là 1 địa phương của vùng Epirus, 1 thuộc địa của đế quốc La Mã.

## Lịch sử
Ban đầu Bouthroton là 1 thành phố trong vùng Epirus cổ và là một trong các trung tâm chính của bộ lạc Chaonians ở Hy Lạp, gắn bó chặt chẽ với thuộc địa Corinth trên đảo Corfu và các bộ lạc Illyria ở phía bắc. Theo thi sĩ cổ La mã Virgil, người lập ra Butrint là tiên tri Helenus, con trai của vua Priam thành Troy, người đã kết hôn với Andromache và dời tới miền Tây sau khi thành Troy thất thủ. Sử gia người Hy Lạp Dionysius của thành Halicarnassus cũng như thi sĩ Virgil đều viết rằng Aeneas đã tới thăm Bouthroton sau khi chạy thoát khỏi thành Troy.
Chứng cứ khảo cổ cho thấy nơi đây có người cư ngụ từ khoảng giữa thế kỷ 10 và thế kỷ 8 trước Công nguyên. Dân cư nguyên thủy dường như đã bán thực phẩm cho đảo Corfu và có 1 pháo đài cùng 1 đền thờ thần thánh. Bouthroton là 1 vị trí chiến lược quan trọng, vì kiểm soát được Eo biển Corfu. Thế kỷ 4 trước Công nguyên nơi đây đã có 1 nhà hát, 1 đền thờ thần Asclepius và 1 quảng trường lộ thiên để hội họp (agora).
Năm 228 trước CN, Bouthroton cùng với đảo Corfu trở thành đất bảo hộ của người La mã. Cộng hòa La mã dần dần thống trị Bouthroton từ năm 167 trước CN. Trong thế kỷ tiếp theo, Bouthroton trực thuộc tỉnh Illyricum. Năm 44 trước CN, Caesar chỉ định Bouthroton là thuộc địa để thưởng công các binh sĩ đã cùng ông ta chiến đấu chống Pompey. Lãnh chúa địa phương Titus Pomponius Atticus đã lệnh cho phái viên Cicero của mình vận động viện nguyên lão (La mã) chống lại kế hoạch này và kết quả là Bouthroton chỉ nhận một số ít người thực dân.
Năm 31 trước CN, hoàng đế Augustus vừa mới chiến thắng Mark Antony và Cleopatra ở  trận Actium tái lập Bouthroton làm khu thuộc địa của cựu chiến binh. Các cư dân mới đã mở rộng thành phố và xây dựng nhiều nhà, 1 kênh cống dẫn nước (aqueduct), 1 nhà tắm công cộng kiểu La mã, 1 khu họp chợ lộ thiên và 1 nhà có giếng nước (phun) (nymphaeum).

Trong thế kỷ thứ 3 sau Công nguyên, 1 trận động đất đã phá hủy phần lớn thành phố, san bằng các nhà ở ngoại ô trên đồng bằng Vrina và cả khu họp chợ lộ thiên ở trung tâm thành phố. Các khai quật khảo cổ cho thấy thời đó, Bouthroton đã suy thoái và trở thành trung tâm sản xuất. Tuy nhiên thành phố vẫn tồn tại và trở thành cảng chính của vùng Epirus cổ. 

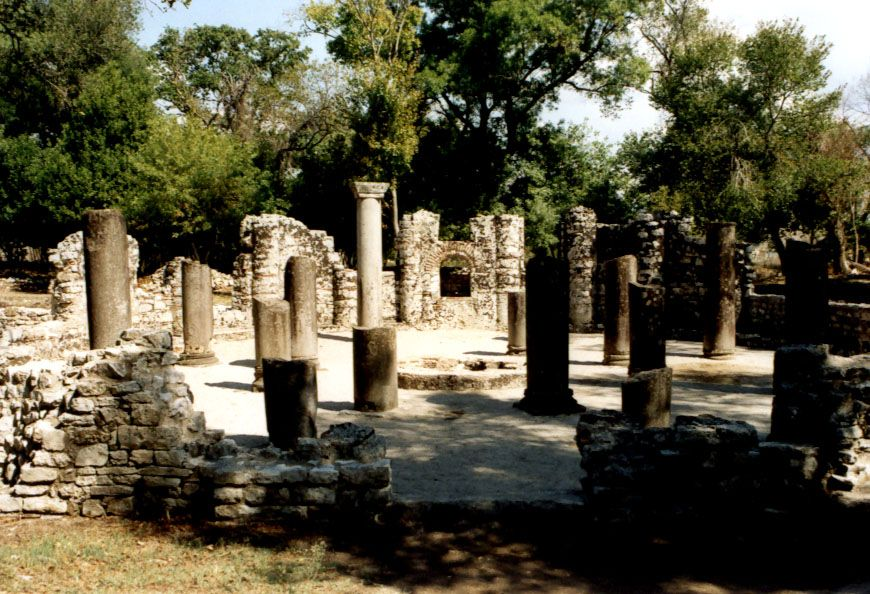
Di tích nhà rửa tội ở thế kỷ 6

Đầu thế kỷ 6 CN, Buthroton là nơi đặt trụ sở giáo phận và có 1 nhà thờ chính tòa cùng 1 nhà rửa tội kiểu Paleochristian lớn. Hoàng đế Justinian đã củng cố các tường thành. Bộ tộc Ostrogoths dưới quyền vua Totila cướp phá Buthroton năm 550. Các chứng cứ khảo cổ cho thấy thời đó Bouthroton đã nhập cảng hàng hóa, rượu và dầu từ vùng đông Địa Trung Hải và tiếp tục cho tới đầu thế kỷ 7 khi đế quốc Byzantine mất các tỉnh này.
Trong thế kỷ 7, cùng với các thành phố vùng Địa Trung Hải, Buthroton thu hẹp lại thành 1 pháo đài nhỏ và - sau khi thế lực La mã bị sụp đổ - Buthroton bị đế quốc Bulgaria I (632-1018) kiểm soát trong thời gian ngắn, trước khi đế quốc Byzantine chiếm lại trong thế kỷ thứ 9. Thành phố vẫn là 1 tiền đồn của đế quốc Byzantine chống lại các cuộc tấn công của người Normans cho tới năm 1204, sau cuộc Thập tự chinh thứ 4, đế quốc Byzantine tan rã. Trong các thế kỷ tiếp theo, vùng này là nơi tranh chấp giữa các người Byzantine, người Angevin ở nam Ý và người thành Venezia. Thành phố đổi chủ nhiều lần. Năm 1267, Charles I của Napoli nắm quyền kiểm soát cả Buthroton lẫn đảo Corfu và cho tân trang nhà thờ chính tòa cùng các tường thành.
Cộng hòa Venezia mua vùng này và đảo Corfu từ tay người Angevin trong năm 1386, tuy nhiên các thương gia Venezia chỉ chú trọng tới Corfu, còn Bouthroton lại rơi vào tình trạng suy thoái lần nữa. Năm 1490, họ xây 1 pháo đài nhỏ và 1 cây tháp ở đây.
Năm 1797, Butrint rơi vào tay người Pháp, khi Venezia nhượng vùng này cho Napoleon theo Hiệp ước Campo Formio. Năm 1799, viên thủ hiến địa phương của đế quốc Ottoman là Ali Pasha Tepelena chiếm vùng này, cho tới khi Albania giành được độc lập năm 1912. Thời đó, thành phố cổ Bouthroton đã không còn người cư ngụ từ nhiều thế kỷ trước và bao bọc bởi các đầm lầy.

## Khai quật khảo cổ
Các khai quật khảo cổ hiện đại bắt đầu từ năm 1928, khi chính phủ phát xít Mussolini của Ý gửi 1 đoàn thám hiểm tới Bouthroton. Mục đích là nghiên cứu về địa chính trị để bành trướng quyền bá chủ của Ý, hơn là mục tiêu khảo cổ. Tuy nhiên, trưởng đoàn là Luigi Maria Ugolini, 1 nhà khảo cổ Ý, ông ta đã quan tâm tới khảo cổ. Ugolini từ trần năm 1936, nhưng các cuộc khai quật vẫn tiếp tục cho tới năm 1943 và trong Thế chiến thứ hai. Các nhà khảo cổ đã khám phá ra 1 nền văn minh Hy Lạp và văn minh La mã cổ của thành phố, trong đó có 1 "Lion Gate" (cổng sư tử) và "Scaean Gate" (tên do Ugolini đặt theo cổng nổi tiếng ở thành Troy được Homer nói đến trong tập sử thi Iliad).
Sau khi chính phủ cộng sản của Enver Hoxha nắm quyền kiểm soát Albania năm 1944, các nhà khảo cổ nước ngoài bị đuổi. Các nhà khảo cổ Albania, trong đó có Hasan Ceka tiếp tục việc khai quật.
Nhà lãnh đạo Liên Xô Nikita Khrushchev đã tới thăm khu phế tích này năm 1959 và gợi ý cho Hoxha nên biến vùng này thành Căn cứ tàu ngầm. Tuy nhiên Viện khảo cổ Albania bắt đầu mở rộng việc khai quật trong thập niên 1970.
Sau khi chế độ xã hội chủ nghĩa sụp đổ năm 1992, chính phủ dân chủ mới đã lập nhiều kế hoạch phát triển khu vực này. Cùng năm, Butrint đã được UNESCO đưa vào Danh sách di sản thế giói. Cuộc khủng hoảng lớn về chính trị và kinh tế năm 1997 đã buộc phải ngưng kế hoạch xây dựng 1 sân bay và UNESCO đưa Butrint vào Danh sách di sản thế giới bị đe dọa vì nạn cưóp phá, thiếu quản lý, bảo tồn và che chở.
Chính phủ Albania lập Vườn quốc gia Butrint năm 2000. Với sự trợ giúp của các cơ quan ở Albania và Quỹ Butrint, tình trạng đã khá hơn và năm 2006 UNESCO đã bỏ tên Butrint ra khỏi "Danh sách di sản thế giới bị đe dọa".

## Du lịch
Ngày nay Butrint là 1 điểm hấp dẫn du khách. Các du khách - nhân chuyến thăm đảo Corfu - thường tới thăm Butrint. Hàng ngày có các chuyến tàu thủy cao tốc (hydrofoils) (30 phút) và tàu phà (90 phút) từ Corfu tới Saranda (Albania). Từ Saranda, du khách đi xe bus theo con đường được xây dựng từ năm 1959 nhân dịp đón tiếp chuyến viếng thăm Butrint của nhà lãnh đạo Xô Viết Nikita Khrushchev để tớí Butrint.